# Erotesis aequalis
Erotesis aequalis is een fossiele soort schietmot uit de familie Leptoceridae.